# Jeffrey Tambor

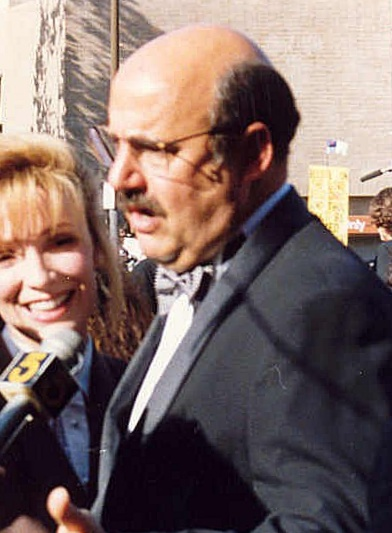
Jeffrey Tambor vid 1993 års Emmygala.

Jeffrey Michael Tambor, född 8 juli 1944 i San Francisco i Kalifornien, är en amerikansk skådespelare.

## Karriär
Vid Golden Globe-galan 2015 fick Tambor pris i kategorin Bästa manliga huvudroll i en komediserie för rollen som Maura Pfefferman i Transparent. Samma år vann han även en Emmy i samma kategori och för samma serie.

## Filmografi (urval)
- 1982 – M*A*S*H (TV-serie) (avsnittet "Foreign Affairs")
- 1982 – 9 till 5 (TV-serie)
- 1983 – Se upp, farsan är lös!
- 1991 – City Slickers - jakten på det försvunna leendet
- 1991 – Det våras för slummen
- 1992–1998 – The Larry Sanders Show (TV-serie)
- 1998 – Dr. Dolittle
- 1998 – Den där Mary
- 1998 – Möt Joe Black
- 1999 – Mupparna i rymden
- 1999 – Killing Mrs. Tingle
- 1999 – Stulna år
- 2000 – Grinchen – julen är stulen
- 2000 – Pollock
- 2003 – Malibu's Most Wanted
- 2003 – My Boss's Daughter
- 2003–2013 – Arrested Development (TV-serie)
- 2004 – Hellboy
- 2004 – Svampbob Fyrkant – Filmen (röst)
- 2006 – Twenty Good Years (TV-serie)
- 2007 – Slipstream
- 2008 – Superhero Movie
- 2008 – Hellboy II: The Golden Army
- 2009 – Monsters vs. Aliens (röst)
- 2009 – Baksmällan
- 2009 – The Invention of Lying
- 2010 – Trassel (röst)
- 2011 – Paul
- 2011 – Baksmällan del II
- 2011 – Poppers pingviner
- 2013 – Baksmällan del III
- 2014 – The Shadow King (röst)
- 2014 – Transparent (TV-serie)
- 2015 – The D Train
- 2017 – The Death of Stalin
- 2020 – Magic Camp